# جیان آنجلو بارزان
جیان آنجلو بارزان (انگلیسی: Gianangelo Barzan; ۲۴ نوامبر ۱۹۰۱ – ۲ دسامبر ۱۹۸۳) بازیکن فوتبال اهل ایتالیا بود.
از باشگاه‌هایی که در آن بازی کرده‌است می‌توان به باشگاه فوتبال پادوا، باشگاه فوتبال آ.ث. میلان، باشگاه فوتبال آ.اس. رم، و باشگاه فوتبال باری اشاره کرد.